# Jetmir
Jetmir ist ein männlicher Vorname aus dem albanischen Sprachraum. Der Name ist zusammengesetzt aus albanisch jetë „Leben“ und mire „gut“. Er bedeutet so viel wie „Gutes Leben“.

## Namensträger
- Jetmir Krasniqi (* 1995), kosovarisch-schweizerischer Fußballspieler